# Єссе Магіу
Єссе Магіу (нід. Jesse Mahieu, 12 серпня 1978) — нідерландський хокеїст на траві.
Срібний призер Олімпійських Ігор 2004 року.
Срібний призер Чемпіонату Європи 2005 року.
Срібний призер Трофею чемпіонів 2004 року.